# Conspiracy.com
Conspiracy.com (originaltitel: Antitrust), även kallad Startup, är en amerikansk thriller (technothriller) från 2001. Filmen hade amerikansk biopremiär den 12 januari 2001, samt svensk biopremiär den 1 juni 2001. Filmen är skriven av Howard Franklin, med Peter Howitt som regissör. Filmens huvudroller spelas av Ryan Phillippe, Rachael Leigh Cook, Claire Forlani och Tim Robbins. 

## Handling
Filmen handlar till en början om hur två unga dataprogrammerare vid namn Milo Hoffman och Teddy Chin, samt deras vän Brian Bissel, planerar att starta sitt eget företag. Mjukvaruföretaget NURV:s chef, Gary Winston, bjuder sedan in Milo och Teddy till sitt huvudkontor i Portland, Oregon, men Teddy vägrar att följa med Milo dit då han avskyr Winston och allt som har med hans företag att göra. Milo blir sedan erbjuden av Winston att vara med och bygga upp en ny kommunikationsteknik vid namn Synapse, något som han ganska direkt accepterar. Men strax efter att Milo har flyttat till Portland och påbörjat sitt nya arbete, börjar han märka att saker och ting inte riktigt står rätt till med Winston och hans företag. Och inte blir det bättre av att Milos flickvän, Alice Poulson, visar sig vara en före detta straffånge som arbetar för just Winston.

## Rollista (i urval)
- Ryan Phillippe – Milo Hoffman
- Rachael Leigh Cook – Lisa Calighan
- Claire Forlani – Alice Poulson/Rebecca Paul
- Tim Robbins – Gary Winston
- Douglas McFerran – Bob Shrot
- Richard Roundtree – Lyle Barton
- Tygh Runyan – Larry Banks
- Yee Jee Tso – Teddy Chin
- Nate Dushku – Brian Bissel
- Ned Bellamy – Phil Grimes
- Tyler Labine – Redmond Schmeichel
- Scott Bellis – Randy Sheringham
- David Lovgren – Danny Solskjær
- Jonathon Young – Stinky
- Rick Worthy – Shrots assistent
- Peter Howitt – hemlös man